# 까인찌
까인찌(베트남어: Cảnh Trị / 景治 경치 / 1663년 ~ 1671년)은 베트남 후 레 왕조(後黎朝) 현종(玄宗) 레 주이 부(黎維䄔)의 연호이다.
- 찐 주 군주(섭정) : 찐딱(鄭柞)
- 응우옌 주 군주 : 응우옌 푹 떤(阮福瀕)
- 버우 주 군주 : 부꽁득(武公悳) → 부꽁뚜언(武公俊)

## 개원
- 반카인(萬慶) 원년(1662년) 11월에 연호를 까인찌(景治)로 정하고, 다음 해 1월 1일[1](그레고리력 1663년 2월 8일)에 개원함.[2][3][4]

- 까인찌(景治) 9년 11월 19일[5](그레고리력 1671년 12월 19일)에 연호를 즈엉득(陽德)으로 정하고, 다음 해 1월 1일[6](그레고리력 1672년 1월 30일)에 개원함.[7][3][4]

## 연대 대조표
| 까인찌 | 서기 (西紀) | 간지 (干支) | 막 왕조 연호 (까오방 정권) | 응우옌 주 기년  | 청나라 연호    |
| 원년   | 1663년      | 계묘 (癸卯) | 빈쓰엉(永昌) 3년           | 현주(賢主) 15년 | 강희(康熙) 2년 |
| 2년    | 1664년      | 갑진 (甲辰) | 빈쓰엉 4년                 | 현주 16년       | 강희 3년       |
| 3년    | 1665년      | 을사 (乙巳) | 빈쓰엉 5년                 | 현주 17년       | 강희 4년       |
| 4년    | 1666년      | 병오 (丙午) | 빈쓰엉 6년                 | 현주 18년       | 강희 5년       |
| 5년    | 1667년      | 정미 (丁未) | 빈쓰엉 7년                 | 현주 19년       | 강희 6년       |
| 6년    | 1668년      | 무신 (戊申) | 빈쓰엉 8년                 | 현주 20년       | 강희 7년       |
| 7년    | 1669년      | 기유 (己酉) | 빈쓰엉 9년                 | 현주 21년       | 강희 8년       |
| 8년    | 1670년      | 경술 (庚戌) | 빈쓰엉 10년                | 현주 22년       | 강희 9년       |
| 9년    | 1671년      | 신해 (辛亥) | 빈쓰엉 11년                | 현주 23년       | 강희 10년      |

## 동시대 연호

### 베트남
막 왕조(莫朝)
- 빈쓰엉(永昌) (1661년 ~ 1680년)

### 중국
청(淸)
- 강희(康熙) (1662년 ~ 1722년)

남명(南明)
- 정무(定武) (1646년 ~ 1663년)

동녕국(東寧國)
- 영력(永曆) (1661년 ~ 1683년)

기타
- 왕요조(王耀祖) 대경(大慶) (1665년)

### 일본
- 간분(寬文) (1661년 ~ 1673년)

## 같이 보기
- 베트남의 연호